# Thomas B. Dunstan

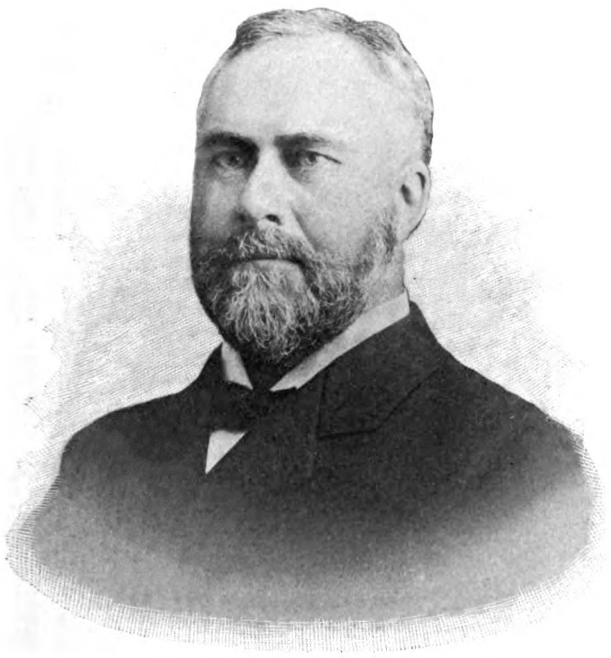
Thomas B. Dunstan

Thomas Bree Dunstan (* 4. Januar 1850 in Camborne, Cornwall, Vereinigtes Königreich; † 23. Mai 1902 in Chicago, Illinois) war ein US-amerikanischer Politiker. Zwischen 1897 und 1899 war er Vizegouverneur des Bundesstaates Michigan.

## Werdegang
Im Jahr 1854 kam Thomas Dunstan mit seinen Eltern aus seiner englischen Heimat in das Ontonagon County in Michigan. 1871 absolvierte er die Lawrence University in Appleton (Wisconsin). Nach einem Jurastudium und seiner 1872 erfolgten Zulassung als Rechtsanwalt begann er in Michigan in diesem Beruf zu arbeiten. Gleichzeitig schlug er als Mitglied der Republikanischen Partei eine politische Laufbahn ein. In den Jahren 1884 und 1888 war er Ersatzdelegierter bzw. Delegierter zu den jeweiligen Republican National Conventions. Zwischen 1883 und 1884 saß er als Abgeordneter im Repräsentantenhaus von Michigan; von 1889 bis 1890 gehörte er dem Staatssenat an.
1896 wurde Dunstan an der Seite von Hazen S. Pingree zum Vizegouverneur von Michigan gewählt. Dieses Amt bekleidete er zwischen 1897 und 1899. Dabei war er Stellvertreter des Gouverneurs und Vorsitzender des Staatssenats. Dunston war auch in verschiedenen anderen Branchen tätig. Beispielsweise fungierte er als Präsident der Michigan School of Mines und der Victoria Copper Company. Außerdem war er Aktionär bei einigen Bergbauunternehmen. Er starb am 23. Mai 1902 in Chicago.